# Euphronius von Autun
Euphronius von Autun (gest. nach 475) war von etwa 451 bis zu seinem Tod Bischof von Autun. 
Euphronius stammte aus Autun und wahrscheinlich aus einer gallorömisch-senatorischen Familie, zumindest bestanden verwandtschaftliche Beziehungen zu vornehmen Kreisen (wie zur Familie des Gregor von Langres, dessen Onkel er eventuell war). Noch als Priester stiftete er die Symphorianusbasilika in Autun, seit etwa 451 fungierte er als Bischof der Stadt, wie aus einer Erwähnung in der Chronik des Hydatius von Aquae Flaviae hervorgeht (Hydatius, s. a. 451). 
In seiner Funktion als Bischof übersandte Euphronius eine Marmorplatte für das Grab des heiligen Martin, was Gregor von Tours in seinen Historien explizit hervorhebt (Gregor, Historien II 15). Euphronius griff um 470 in eine umstrittene Bischofswahl in Chalon-sur-Saône ein und nahm noch am Konzil von Arles (um 475) teil, anschließend ist er wohl verstorben. 